# Jennifer Herrema
 (septembre 2016).
Si vous disposez d'ouvrages ou d'articles de référence ou si vous connaissez des sites web de qualité traitant du thème abordé ici, merci de compléter l'article en donnant les références utiles à sa vérifiabilité et en les liant à la section « Notes et références ».
Jennifer Herrema, née le 9 juin 1972, est une chanteuse américaine de rock indépendant.

## Biographie
Dans les années 90, elle est chanteuse du duo Royal Trux formé avec son compagnon de l'époque, Neil Hagerty, qu'elle a rencontré à New York en 1987, à l'âge de 15 ans.
Le premier album du groupe sort l'année suivante.
Après la séparation de Royal Trux en 2001, elle forme un nouveau groupe, RTX (Rad Times Express, qui reprenait les initiales de son ancien groupe).
Puis, en 2012, pour la sortie du quatrième album, elle change le nom du groupe en Black Bananas.